# Harry Marshall Ward

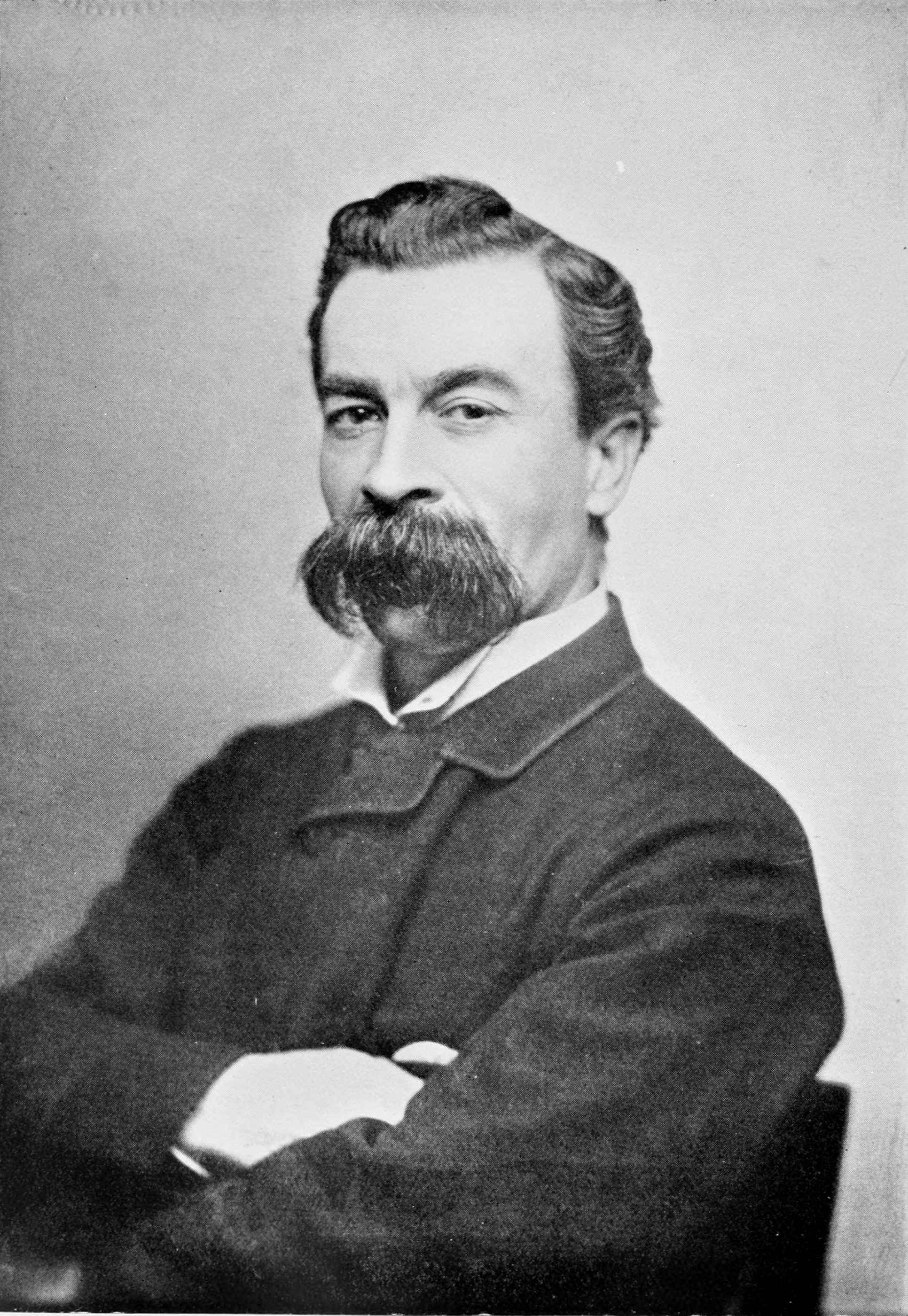
Harry Marshall Ward

Harry Marshall Ward (* 21. März 1854 in Hereford, England; † 26. August 1906 in Babbacombe, Torquay) war ein britischer Botaniker, der sich besonders auf dem Gebiet der Pflanzenpathologie und Mykologie (Pilzkunde) einen Namen machte. Sein botanisch-mykologisches Autorenkürzel lautet „H.M.Ward“.

## Leben und Wirken
Ward war der älteste Sohn von Francis Marshall Ward (1830–1914) und dessen Frau Mary Hannah East. Er wurde an der Schule der Kathedrale von Lincoln und einer Privatschule in Nottingham unterrichtet. 1874 und 1875 besuchte Ward Vorlesungen von Thomas Henry Huxley und William Turner Thiselton-Dyer an der Royal School of Mines in South Kensington.
Ab 1875 studierte er am Owens College in Manchester. Am 18. April 1877 wechselte Ward an das Christ’s College in Cambridge, wo er ein Stipendium erhalten hatte. Dort studierte er Physiologie, Embryologie sowie Botanik und machte 1879 seinen Abschluss in Naturwissenschaften. Anschließend bereiste Ward Europa. Er arbeitete für einige Monate bei Julius Sachs an der Universität Würzburg und bei Anton de Bary an der Universität Straßburg. Seine erste wissenschaftliche Veröffentlichung beschäftigte sich 1880 mit der Entwicklung des Embryosacks der Mücken-Händelwurz (Gymnadenia conopsea).
Im Auftrag des Colonial Office reiste Ward Anfang Januar 1880 nach Ceylon (Sri Lanka). Dort untersuchte er zwei Jahre lang am Königlichen Botanischen Garten Peradeniya die durch den Rostpilz Hemileia vastatrix verursachte Kaffeeblattkrankheit, die die Kaffeeplantagen der Insel plagte. Ihm gelang es den Lebenszyklus des Pilzes zu analysieren. Er konnte jedoch kein wirksames Gegenmittel finden.
Nach seiner Rückkehr wurde Ward 1882 zum „Berkeley Fellow“ am Owens College gewählt. 1883 erwarb er in Cambridge den Abschluss als „Master of Arts“  (M.A.) und wurde „Fellow“ am Christ’s College. Außerdem wurde Ward „Assistant Lecturer“ am Owens College.
Am 25. Juli 1883 heiratete er Selina Mary Kingdon († 1922). Das Paar hatte eine Tochter, Winifred Mary Kingdon-Ward (1884–1979), und einen Sohn, Frank Kingdon-Ward.
1885 bewarb er sich erfolglos um den Lehrstuhl für Botanik an der University of Glasgow. Im gleichen Jahr wurde er jedoch Professor für Botanik am Royal Indian Engineering College. Nach dem Tod von Charles Babington wurde Ward 1895 Professor für Botanik an der University of Cambridge und „Fellow“ am Sidney Sussex College.
Ward wurde am 3. September 1906 auf dem Friedhof der Pfarrei St. Giles in Cambridge bestattet.

## Ehrungen
Ward wurde 1886 „Fellow“ der Linnean Society of London und 1887 „Fellow“ der Royal Horticultural Society. Am 7. Juni 1888 wurde Ward als Mitglied („Fellow“) in die Royal Society gewählt.
1890 hielt Ward die Croonian Lecture. 1893 wurde er mit der Royal Medal ausgezeichnet.
Nach Ward sind die Pilzgattungen Wardina G.Arnaud (1918), Wardinella Batt. & Peres (1960), Wardomyces F.T.Brooks & Hansf. (1923) und Wardomycopsis Udagawa & Furuya (1978) benannt.

## Schriften (Auswahl)
Bücher
- Lectures on the physiology of plants. Clarendon Press, Oxford 1887 (Digitalisat) – Übersetzung von Julius Sachs: Vorlesungen über Pflanzen-Physiologie (1882).
- Timber and some of its diseases. Macmillan and Co., London 1889 (Digitalisat).
  - Neuausgabe: Macmillan and Co., London 1897 (Digitalisat).
  - Neuausgabe: Macmillan and Co., London 1909 (Digitalisat).
- The oak. A popular introduction to forest-botany. Kegan Paul, Trench, Trübner, & Co. Ltd., London 1892 (Digitalisat).
- Timber and timber trees, native and foreign. 2. Auflage, Macmillan & Co, London 1894 (Digitalisat) – ursprünglich von Thomas Laslett (1811–1887).
- Textbook of the diseases of trees. Macmillan and Co., London 1894 (Digitalisat) – als Herausgeber von Robert Hartigs Lehrbuch der Baumkrankheiten.
- Disease in plants. Macmillan and Co., Limited, London 1901 (Digitalisat).
- Grasses. A handbook for use in the field and laboratory. Cambridge University Press, Cambridge 1901 (Digitalisat).
  - Neuausgabe: Cambridge University Press, Cambridge 1908 (Digitalisat).
- Trees. A handbook of forest-botany for the woodlands and the laboratory. 5 Bände, Cambridge University Press, Cambridge 1904–1909 (Band 1, Band 2, Band 3, Band 4, Band 5) – Band 4 und 5 postum herausgegeben von Percy Groom (1865–1931).

Zeitschriftenbeiträge
- On the embryo-sac and development of Gymnadenia conopsea. In: Quarterly journal of microscopical science. Neue Folge, Band 20, Nr. 77, 1880, S. 1–18. (Digitalisat, doi:10.1242/jcs.s2-20.77.1).
- The coffee-leaf disease. In: The Gardeners’ Chronicle. A weekly illustrated journal of horticulture and allied subjects. Neue Folge, Band 14, 1880 S. 361–362 (Digitalisat).
- On the morphology of Hemileia vastatrix Berk. and Br. (the fungus of the Coffee disease of Ceylon). In: Quarterly journal of microscopical science. Neue Folge, Band 22, Nr. 85, 1882, S. 1–11 (Digitalisat, doi:10.1242/jcs.s2-22.85.1).
- On the structure, development, and life history of a tropical epiphyllous lichen (Strigula complanata Fée, fide Rev. J.M. Crombie). In: Transactions of the Linnean Society of London. Botany. 2. Folge, Band 2, Nr. 6, 1884, S. 87–119 (Digitalisat, doi:10.1111/j.1095-8339.1884.tb00006.x).
- On the tubercular swellings on the roots of Vicia faba. In Philosophical Transactions of the Royal Society B: Biological Sciences. Band 178, 1887, S. 539–562 (doi:10.1098/rstb.1887.0018, JSTOR:91709).
- The relations between host and parasite in certain epidemic diseases of plants. [Abstract]. In: Proceedings of the Royal Society of London. Band 47, 1890, S. 213–216 (doi:10.1098/rspl.1889.0087, JSTOR:114939) – Croonian Lecture.
- The diseases of conifers. In: Journal of the Royal Horticultural Society of London. Neue Folge, Band 14, 1892, S. 124–150 (Digitalisat).
- First report to the water research committee of the Royal Society, on the present state of our knowledge concerning the bacteriology of water, with especial reference to the vitality of pathogenic schizomycetes in water. In: Proceedings of the Royal Society of London. Band 51, 1892, S. 183–279 (doi:10.1098/rspl.1892.0019, JSTOR:115102) – mit Percy Faraday Frankland.
- Second report to the Royal Society Water Research Committee. The vitality and virulence of Bacillus anthracis and its spores in potable waters. In: Proceedings of the Royal Society of London. Band 53, 1893, S. 164–317 (doi:10.1098/rspl.1893.0021, JSTOR:115348) – mit Percy Faraday Frankland.
- Third report to the Royal Society Water Research Committee. In: Proceedings of the Royal Society of London. Band 56, 1894, S. 315–556 (doi:10.1098/rspl.1894.0121, JSTOR:115616) – mit Percy Faraday Frankland.
- The action of light on bacteria. – III. In Philosophical Transactions of the Royal Society B: Biological Sciences. Band 185, 1894, S. 961–986 (doi:10.1098/rstb.1894.0020, JSTOR:91787).
- Action of light on bacteria and fungi. In: The Chemical news and journal of physical science. Band 70, 1894, S. 228–230, 241–244, 251–252, 263–264 (Digitalisat).
- Fourth report to the Royal Society Water Research Committee. In: Proceedings of the Royal Society of London. Band 58, 1895, S. 265–468 (doi:10.1098/rspl.1895.0045, JSTOR:115798) – mit Percy Faraday Frankland.
- Fifth report to the Royal Society Water Research Committee. [Abstract]. In: Proceedings of the Royal Society of London. Band 61, 1897, S. 415–423 (doi:10.1098/rspl.1897.0054, JSTOR:115939).
- Recent researches on the parasitism of Fungi. In: Annals of botany. Band 19, Nr. 73, 1905, S. 1–54 (Digitalisat, JSTOR:43235675)

Sonstiges
- Bacteriology. General. In: The new volumes of the Encyclopaedia Britannica. Band 26, Adam & Charles Black, Edinburgh / London 1902, S. 51–62 (Digitalisat).
- Fungi. In: The new volumes of the Encyclopaedia Britannica. Band 28, Adam & Charles Black, Edinburgh / London 1902, S. 554–565 (Digitalisat).
- Pathology of plants. In: The new volumes of the Encyclopaedia Britannica. Band 31, Adam & Charles Black, Edinburgh / London 1902, S. 571–579 (Digitalisat).